# Serieskapare

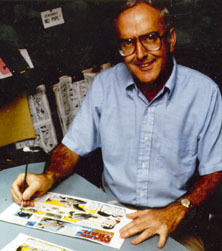
Jack Elrod i färd med att penselarbete på en söndagssida av Mark Trail. Inom amerikansk serieproduktion är det vanligt att serieskapandet är uppdelat på olika specialister.

Serieskapare är en person som skapar (producerar) tecknade serier. Antingen gör man hela produktionen själv, eller så bidrar man med en del av produktionen och samarbetar med andra människor i produktionen av serien.

## Definition
Vanligen[källa behövs] brukar man med benämningen serieskapare tala om antingen serietecknaren och manusförfattaren, men ibland[källa behövs] inkluderas även yrkeskategorierna tuschare (den som tuschar bilderna enligt tecknarens blyertsskisser), textare (arbetar med textning av pratbubblor och annan text i serien – görs idag ofta via dator) och färgläggare i begreppet. I kommersiell produktion i bland annat Japan och Nordamerika används ofta även särskilda bakgrundstecknare, som endast arbetar med miljöerna i bilderna, inte seriefigurerna.

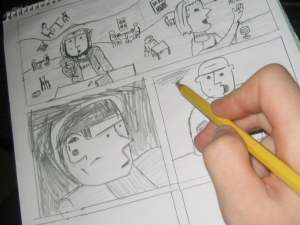
De flesta serier skissas i blyerts, innan tuschningen tar vid.

## Historik
Termen serieskapare lanserades i svenska under 1970- och 80-talet, exempelvis i Bild & Bubbla[källa behövs] som en motsvarighet till bland annat filmens filmskapare. Dessförinnan var serietecknare den helt förhärskande termen, liksom "illustrator" varit det på engelska.
Genom seriehistorien har specifika serietecknarnischer uppkommit. Ateljétecknare blev under 1900-talets mitt en person som jobbar internt på ett förlag med att fixa till och i viss mån teckna om seriesidor innan de går till tryck, bland annat i syfte att klippa och klistra för att kunna publicera dagsstrippserier i serietidningsform. Vissa rutor fick då förstoras och pratbubblor flyttas om i bilden. Ateljétecknarens uppgift var att se till så att ingreppen inte märktes. En annan arbetsuppgift kan vara att teckna roliga smågubbar, logotyper och symboler till brevsidor, prenumerationserbjudanden och liknande.
I takt med att efterfrågan ökade på populära tecknare kom flera att utarbeta en stab av spöktecknare. De mest etablerade upprättade hela staber av sådana så kallade studiotecknare, som vanligen fick se sitt arbete tryckas anonymt. Bland de tecknare som etablerade studior märks, bland många andra, Tintins skapare Hergé och disneyserietecknaren Vicar.
Under den tecknade seriens barndom textade serietecknarna sina serier själva. Med tiden blev det dock allt vanligare att specifika textare anlitades, antingen av den enskilde tecknaren, eller av förlaget. Utöver att fylla i texten, har textaren ibland också som uppgift att grafiskt utforma ljudeffekterna. Med datorernas intåg har dock denna tidskrävande uppgift mer och mer börjat utföras med hjälp av datorer och särskilda typsnitt.

## Termer på olika språk (urval)
Här nedan syns termer för de olika varianterna av serieskapare på några större språk.
| Språk            | övergripande benämning                                     | skriver historien               | gör teckningarna                      | tuschar    | gör bildbakgrunder | färglägger   | textar            |
| ---------------- | ---------------------------------------------------------- | ------------------------------- | ------------------------------------- | ---------- | ------------------ | ------------ | ----------------- |
| Svenska          | serieskapare                                               | serieförfattare                 | serietecknare                         | tuschare   | bakgrundstecknare  | färgläggare  | textare           |
| Danska           | tegneserieskaber                                           | tegneserieforfatter             | tegneserietegner                      | -          | -                  | farvelægger  | tegneserietekster |
| Engelska         | cartoonist, comics creator                                 | comics writer                   | comics artist, illustrator, penciller | inker      | background artist  | colo(u)rist  | letterer          |
| Finska           | sarjakuvataiteilija                                        | sarjakuvakäsikirjoittaja        | -                                     | -          | -                  | -            | -                 |
| Franska          | auteur de bande dessinée (BD)                              | scénariste …                    | dessinateur/-trice …                  | encreur    | -                  | coloriste    | lettreur/-euse    |
| Italienska       | fumettista                                                 | sceneggiatore/-trice di fumetti | disegnatore/-trice di fumetti         | -          | -                  | colorista    | letterista        |
| Japanska         | 漫画家 (mangaka)                                           | -                               | -                                     | -          | -                  | -            | -                 |
| Katalanska       | autor de còmic                                             | escriptor …                     | dibuixant …                           | entintador | -                  | colorista    | lletrista         |
| Nederländska     | stripauteur                                                | scenarist van stripverhalen     | striptekenaar                         | -          | -                  | -            | letteraar         |
| Norska (bokmål)  | tegneserieskaper                                           | tegneserieforfatter             | tegneserietegner                      | -          | -                  | fargelegger  | tekster           |
| Norska (nynorsk) | teikneserieskapar                                          | teikneserieforfattar            | teikneserieteiknar                    | -          | -                  | -            | tekstar           |
| Portugisiska     | cartunista, autor de banda desenhada, autor dos quadrinhos | argumentista …                  | desenhista …                          | entintador | -                  | colorista    | letrista          |
| Spanska          | historietista                                              | guionista (de còmic)            | dibujante …                           | entintador | -                  | colorista    | letrista          |
| Tyska            | Comic-Autor                                                | …Drehbuchautor                  | …Zeichner                             | …Tuscher   | -                  | Kolorist/-in | Letterer          |